# (8071) Simonelli
Pour les articles homonymes, voir Simonelli.
(8071) Simonelli est un astéroïde de la ceinture principale.

## Description
(8071) Simonelli est un astéroïde de la ceinture principale. Il fut découvert le 5 avril 1981 à la station Anderson Mesa par Edward L. G. Bowell. Il présente une orbite caractérisée par un demi-grand axe de 2,34 UA, une excentricité de 0,06 et une inclinaison de 3,4° par rapport à l'écliptique.

## Compléments